# Masters de París 2021
El Rolex Paris Masters 2021 fue un torneo de tenis masculino que se jugó durante las primeras semanas de noviembre de 2021 sobre pista dura. Corresponde a la edición número 50.ª del llamado Masters de París, patrocinado por Rolex. Tuvo lugar en París (Francia).

## Puntos y premios en efectivo

### Distribución del Torneo
| Evento       | G    | F   | SF  | CF  | R16 | R32 | R48 | C  | C2 | C1 |
| Individuales | 1000 | 600 | 360 | 180 | 90  | 45  | 10  | 16 | 8  | 0  |
| Dobles       | 1000 | 600 | 360 | 180 | 90  | 0   | —   | —  | —  | —  |

### Premios en efectivo
| Evento       | G        | F        | SF       | CF       | R16     | R32     | R48     | C2      | C1     |
| Individuales | €301,975 | €200,000 | €133,000 | €100,000 | €69,000 | €39,120 | €22,275 | €10,865 | €6,160 |
| Dobles       | €108,020 | €90,000  | €64,000  | €41,830  | €21,870 | €11,550 | —       | —       | —      |

## Cabezas de serie
Los cabezas de serie están establecidos al ranking del 25 de octubre. Los tenistas defenderán el mejor resultado conseguido durante las últimas dos ediciones (2019 y 2020).

### Individuales masculino
| N.º | Rank. | Tenista               | Puntos | Puntos por defender | Puntos ganados | Nuevos puntos | Ronda hasta la que avanzó en el torneo             |
| 1   | 1     | Novak Djokovic        | 11 340 | 1000                | 1000           | 11 340        | Campeón, venció a Daniil Medvédev [2]              |
| 2   | 2     | Daniil Medvédev       | 9540   | 1000                | 600            | 9140          | Final, perdió ante Novak Djokovic [1]              |
| 3   | 3     | Stefanos Tsitsipas    | 7930   | 180                 | 10             | 7760          | Segunda ronda, se retiró ante Alexei Popyrin [LL]  |
| 4   | 4     | Alexander Zverev      | 7180   | 600                 | 360            | 6940          | Semifinales, perdió ante Daniil Medvédev [2]       |
| 5   | 6     | Andrey Rublev         | 5150   | 90                  | 10             | 5070          | Segunda ronda, perdió ante Taylor Fritz            |
| 6   | 8     | Casper Ruud           | 3615   | 35                  | 180            | 3760          | Cuartos de final, perdió ante Alexander Zverev [4] |
| 7   | 10    | Hubert Hurkacz        | 3356   | 10                  | 360            | 3706          | Semifinales, perdió ante Novak Djokovic [1]        |
| 8   | 9     | Jannik Sinner         | 3395   | (45)                | 10             | 3360          | Segunda ronda, perdió ante Carlos Alcaraz          |
| 9   | 12    | Félix Auger-Aliassime | 3263   | (45)                | 45             | 3263          | Segunda ronda, perdió ante Dominik Koepfer [LL]    |
| 10  | 14    | Cameron Norrie        | 2900   | (45)                | 90             | 2945          | Tercera ronda, perdió ante Taylor Fritz            |
| 11  | 16    | Diego Schwartzman     | 2760   | 180                 | 45             | 2625          | Segunda ronda, perdió ante Marcos Giron [Q]        |
| 12  | 19    | Pablo Carreño         | 2365   | 180                 | 45             | 2230          | Segunda ronda, perdió ante Hugo Gaston [Q]         |
| 13  | 18    | Aslán Karatsev        | 2392   | (15)                | 10             | 2387          | Primera ronda, perdió ante Sebastian Korda         |
| 14  | 21    | Roberto Bautista      | 2225   | 10                  | 10             | 2225          | Primera ronda, perdió ante James Duckworth         |
| 15  | 20    | Gaël Monfils          | 2248   | 180                 | 90             | 2158          | Tercera ronda, se retiró ante Novak Djokovic [1]   |
| 16  | 23    | Grigor Dimitrov       | 2071   | 360                 | 90             | 1801          | Tercera ronda, perdió ante Alexander Zverev [4]    |

#### Bajas masculinas
| Clasif | Jugador           | Puntos Antes | Puntos a defender | Puntos ganados | Puntos después | Baja debido a         |
| ------ | ----------------- | ------------ | ----------------- | -------------- | -------------- | --------------------- |
| 5      | Rafael Nadal      | 5635         | 360               | 0              | 5275           | Lesión en el pie.     |
| 7      | Matteo Berrettini | 4768         | 10                | 0              | 4758           | Descanso.             |
| 11     | Dominic Thiem     | 3315         | 90                | 0              | 3225           | Lesión en la muñeca.  |
| 13     | Denis Shapovalov  | 2925         | 600               | 0              | 2325           | [ 7 ]                 |
| 15     | Roger Federer     | 2785         | 0                 | 0              | 2785           | Lesión en la rodilla. |
| 17     | Christian Garín   | 2510         | 180               | 10             | 2330           | Lesión en el hombro.  |

### Dobles masculino
| Tenista                             | Ranking | Preclasificado |
| Nikola Mektić Mate Pavić            | 3       | 1              |
| Rajeev Ram Joe Salisbury            | 7       | 2              |
| Pierre-Hugues Herbert Nicolas Mahut | 11      | 3              |
| Marcel Granollers Horacio Zeballos  | 15      | 4              |
| Juan Sebastián Cabal Robert Farah   | 25      | 5              |
| John Peers Filip Polášek            | 25      | 6              |
| Kevin Krawietz Horia Tecău          | 30      | 7              |
| Ivan Dodig Marcelo Melo             | 31      | 8              |

## Campeones

### Individual masculino
Novak Djokovic venció a  Daniil Medvédev por 4-6, 6-3, 6-3

### Dobles masculino
Tim Puetz /  Michael Venus vencieron a  Pierre-Hugues Herbert /  Nicolas Mahut por 6-3, 6-7(4-7), [11-9]